# 마르쿠스 헨릭센
마르쿠스 헨릭센(Markus Henriksen, 1992년 7월 25일 ~ )은 노르웨이의 축구 선수이다. 현재 로센보르그 BK에서 뛰고 있다. 그의 아버지는 현재 로센보르그 BK의 수석 코치로 재임중인 트론드 헨릭센이다.

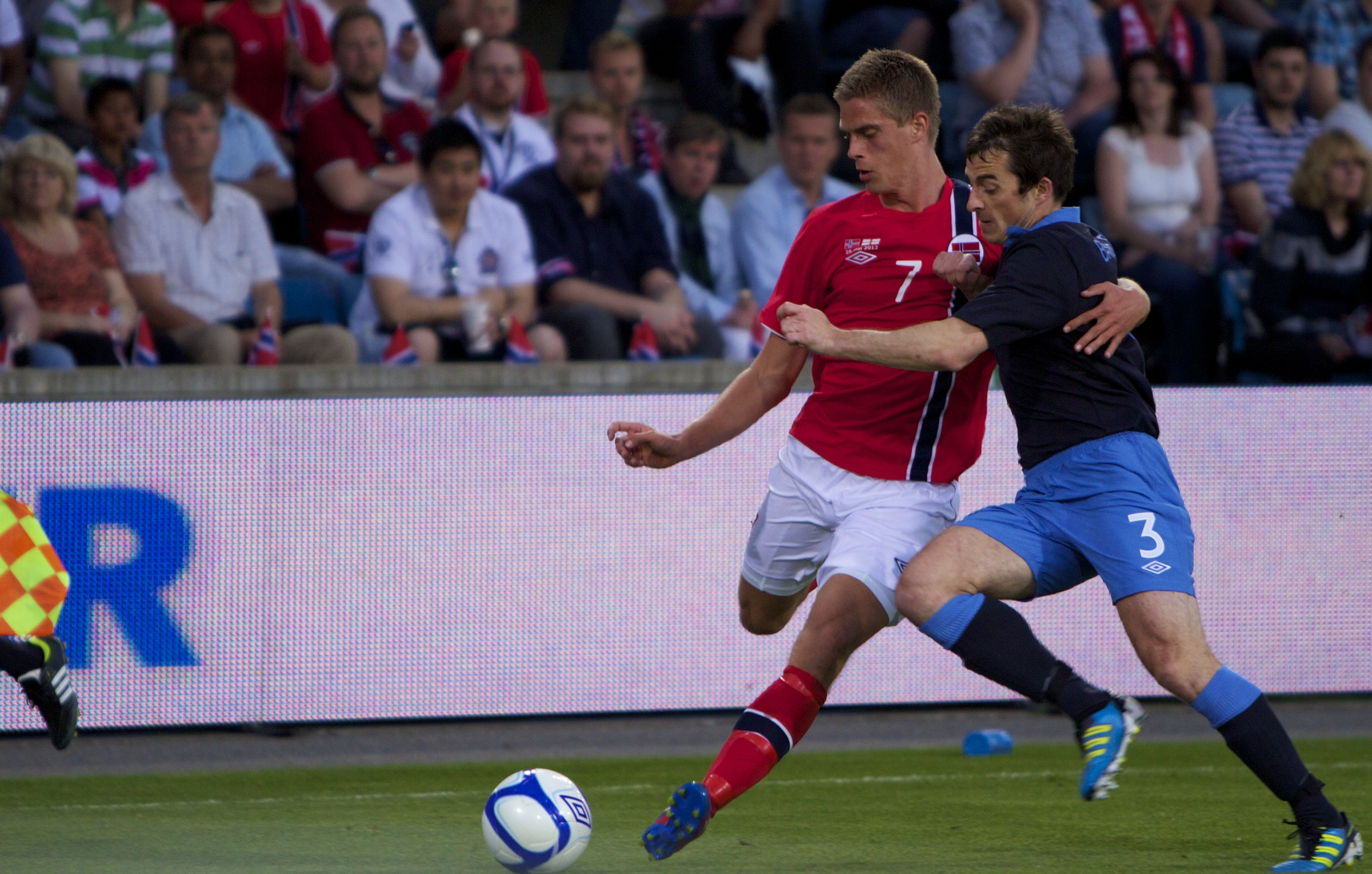
2012년 5월 잉글랜드와 노르웨이의 경기에서의 헨릭센 (왼쪽)